# Балки (Симферопольский район)
Ба́лки (до 1948 года Будке́; укр. Балки, крымскотат. Bötke, Ботке) — упразднённый населённый пункт в Симферопольском районе Крыма, включённый в состав села Доброго.

## История
Впервые в исторических документах Будке встречается на карте 1922 года и в материалах переписи 1926 года, согласно которой в селе Буки, Шумхайского сельсовета Симферопольского района, числилось 15 дворов, все крестьянские, население составляло 71 человек, из них 32 татарина, 38 русских, 1 украинец.
В 1944 году, после освобождения Крыма от фашистов, согласно Постановлению ГКО № 5859 от 11 мая 1944 года, 18 мая крымские татары были депортированы в Среднюю Азию. 12 августа того же года было принято постановление № ГОКО-6372с «О переселении колхозников в районы Крыма» и в сентябре 1944 года в район приехали первые новосёлы (214 семей) из Винницкой области, а в начале 1950-х годов последовала вторая волна переселенцев из различных областей Украины. С 25 июня 1946 года Будке в составе Крымской области РСФСР. Указом Президиума Верховного Совета РСФСР от 18 мая 1948 года, Будке переименован в Балки 26 апреля 1954 года Крымская область была передана из состава РСФСР в состав УССР. Решением Крымоблисполкома от 8 сентября 1958 года № 834, посёлок Балки Заречненского сельсовета объединён с селом Доброе (согласно справочнику «Крымская область. Административно-территориальное деление на 1 января 1968 года» — с 1954 по 1968 годы). (Возможно, это же село записано, как Бара Зуйской волости с 10 дворами и 50 жителями в «Памятной книге Таврической губернии 1889 года»).